# ادوارد پمبرتون لیچ
ادوارد پمبرتون لیچ (انگلیسی: Edward Pemberton Leach؛ ۲ آوریل ۱۸۴۷ – ۲۷ آوریل ۱۹۱۳) فرد نظامی اهل پادشاهی متحد بریتانیای کبیر و ایرلند بود. وی همچنین برندهٔ جوایزی همچون صلیب ویکتوریا شده‌است.